# Jakimauka (stacja kolejowa)
Jakimauka (biał. Якімаўка, ros. Якимовка) – stacja kolejowa w miejscowości Jakimauka, w rejonie rzeczyckim, w obwodzie homelskim, na Białorusi. Leży na linii Homel - Łuniniec - Żabinka.
Kończy się tu 12-kilometrowy odcinek dwutorowy linii biegnący ze wschodu od stacji Prybar. Linia od Jakimauki do Kalinkowicz jest jednotorowa.